# Martin Winter
Martin Winter   (Zerbst, 5 de novembre de 1955 - Magdeburg, 21 de febrer de 1988) fou un remer alemany que va competir sota bandera de la República Democràtica Alemanya durant les dècades de 1970 i 1980.
El 1980 va prendre part en els Jocs Olímpics d'Estiu de Moscou, on guanyà la medalla d'or en la competició de quàdruple scull del programa de rem. Formà equip amb Frank Dundr, Carsten Bunk i Uwe Heppner.
En el seu palmarès també destaquen set medalles al Campionat del Món de rem, quatre d'or, una de plata i dues de bronze, entre el 1975 i el 1983, així com vuit campionats nacionals entre el 1975 i el 1984.
Després de la seva carrera va ser entrenador de rem al SC Magdeburg. L'any 1988 va morir com a conseqüència d'un accident.